# Евертон Енріке де Соуза
Евертон Енріке де Соуза (порт. Ewerthon Henrique de Souza, нар. 10 червня 1981, Сан-Паулу) — бразильський футболіст, що грав на позиції нападника.
Виступав, зокрема, за клуби «Боруссія» (Дортмунд) та «Реал Сарагоса», а також національну збірну Бразилії.

## Клубна кар'єра
Вихованець клубу «Корінтіанс» зі свого рідного міста Сан-Паулу. В цій же команді і розпочав дорослу кар'єру, взявши участь в 11 матчах чемпіонату. Але так і не ставши основним гравцем був відданий в оренду в «Ріо-Бранко». Лише після повернення в рідний клуб закріпився у його складі. З ним у 1998 та 1999 року виборов титул чемпіона Бразилії, а 2000 року допоміг виграти перший розіграш клубного чемпіонату світу.
Влітку 2001 за 7,1 млн євро бразилець перейшов у «Боруссію» (Дортмунд), з якою у першому ж сезоні виграв чемпіонат Німеччини, а також дійшов до фіналу Кубка УЄФА, де його клуб програв нідерландському «Феєнорду» (2:3). В подальшому у складі «джмелів» Евертон провів ще три сезони, теж будучи основним гравцем, але клуб більше не здобував серйозних результатів, хоча і дійшов до фіналу літнього Кубка німецької ліги 2003 року. Загалом в Дортмунді бразилець за цей час забив 47 голів і віддав 17 результативних передач у 119 матчах Бундесліги, також забив 3 голи у 7 іграх Кубка Німеччини та 4 голи у 27 виступах на європейській арені. Його особисто найуспішнішим сезоном став сезон 2003/04, коли він з 16 голами і разом з Яном Коллером став найуспішнішим бомбардиром «Боруссії».
В липні 2005 року через фінансові проблеми «Боруссії», бразильця за 3,5 мільйони євро було продано в іспанський клуб «Реал Сарагоса». У Прімері він дебютував 28 серпня в матчі проти столичного «Атлетіко Мадрид» (0:0) і у першому сезоні, створивши якісну пару нападників із аргентинцем Дієго Міліто, з 12 голами у 37 іграх він посів 7-ме місце у списку найкращих бомбардирів чемпіонату разом з Фернандо Торресом, а «Сарагоса» зайняла 11 місце в чемпіонаті, а також стала фіналісткою Кубка Іспанії, де у вирішальному матчі Евертон забив гол у ворота «Еспаньйола», але його клуб розгромно поступився 1:4. Тим не менше, в другому сезоні 2006/07, через прихід Пабло Аймара, а також набір форми Серхіо Гарсією, Евертон перестав бути стабільним основним форвардом і забив лише 6 голів в 27 матчах.

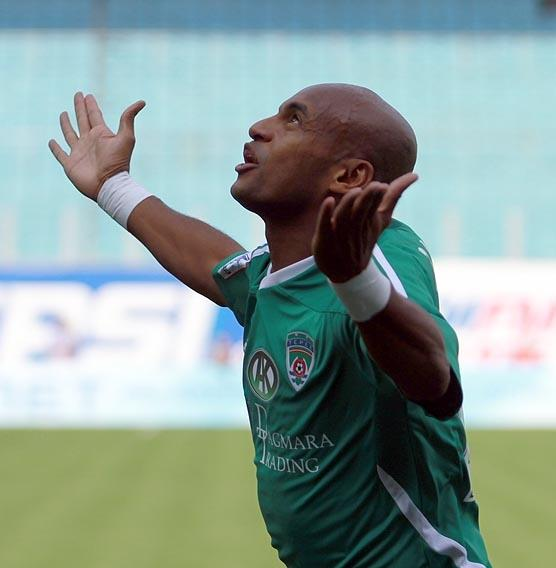
Евертон святкує гол у складі «Терека». 2011 рік.

Влітку 2008 року в команді з'явився ще один бразильський форвард Рікарду Олівейра, що ставило під сумнів подальші перспективи Евертона і 14 липня 2007 року його було віддано в оренду на сезон до тодішнього чемпіона Німеччини, клубу «Штутгарт». Втім у складі «швабів» бразилець не зумів повторити свої попередні результати, які ван мав у Бундеслізі, і забив лише 1 гол у чемпіонаті до 28 січня 2008 року, коли його оренда була припинена достроково. В результаті другу половину сезону бразилець провів в оренді в іспанському «Еспаньйолі».
Після закінчення терміну оренди влітку 2008 року Евертон повернувся до «Сарагоси», що за час відсутності бразильця встигла вилетіти до Сегунди. Там Евертон в сезоні 2008/09 у 36 матчах забив 28 голів, лише на один відставши від Ніно з «Тенеріфе», який став найкращим бомбардиром турніру. Цей результат дозволив команді Евертона повернутись до Прімери, але там у першій половині сезону 2009/10 він забив лише 2 голи в 11 іграх, через що залишив клуб в зимову перерву.
22 лютого 2010 року став гравцем «Палмейраса», де провів увесь наступний рік, після чого тривалий час залишався без контракту. Лише 17 липня 2011 року Евертон підписав контракт з грозненським «Тереком». Дебютував у складі нової команди в матчі 20-го туру Прем'єр-ліги Росії проти московського «Динамо» і відзначився забитим м'ячем. Втім в подальшому не зумів стати основним гравцем і 9 січня 2012 року залишив «Терек».
В середині січня 2012 року уклав контракт з катарським футбольним клубом «Аль-Аглі» з міста Доха, де теж не закріпився і у серпні став гравцем бразильського клубу «Америка Мінейро» з міста Белу-Орізонті, що грав у Серії Б. Там Евертон виступав до кінця року, а весь 2013 рік залишався без команди.
13 січня 2014 року підписав контракт з клубом «Атлетіку Сорокаба», за який зіграв 8 ігор у чемпіонаті штату Сан-Паулу, а 1 травня 2014 року завершив професійну ігрову кар'єру.

## Виступи за збірну
Після перемоги на молодіжному чемпіонаті Південної Америки у 2001 році, де він з 6-ма голами став найкращим бомбардиром турніру, Евертона запросили до національної збірної Бразилії.
25 квітня 2001 року в матчі відбіркового раунду до чемпіонату світу 2002 року проти Перу (1:1) Евертон дебютував за збірну, а вже влітку поїхав на розіграш Кубка Америки 2001 року у Колумбії, де його збірна вилетіла у чвертьфіналі.
Згодом поїхав зі збірною і на Золотий кубок КОНКАКАФ 2003 року у США та Мексиці, де разом з командою здобув «срібло». Програний фінальний матч проти Мексики (0:1) став останнім для Евертона у футболці «пентакамеонів». Всього протягом кар'єри у національній команді, яка тривала 3 роки, провів у формі головної команди країни 7 матчів.

## Статистика виступів

### Статистика клубних виступів
| Сезон                           | Команда                         | Чемпіонат                       | Чемпіонат | Чемпіонат | Усього | Усього |
| Сезон                           | Команда                         | Ліга                            | Ігор      | Голів     | Ігор   | Голів  |
| ------------------------------- | ------------------------------- | ------------------------------- | --------- | --------- | ------ | ------ |
| 1998                            | «Корінтіанс»                    | A                               | 11        | 4         | 11     | 4      |
| 1999                            | «Ріо-Бранко»                    | A                               | 22        | 8         | 22     | 8      |
| 1999                            | «Корінтіанс»                    | A                               | 4         | 0         | 4      | 0      |
| 2000                            | «Корінтіанс»                    | A                               | 11        | 3         | 11     | 3      |
| 2001                            | «Корінтіанс»                    | A                               | 5         | 0         | 5      | 0      |
| Усього за «Корінтіанс»          | Усього за «Корінтіанс»          | Усього за «Корінтіанс»          | 20        | 3         | 20     | 3      |
| 2001–02                         | «Боруссія» (Дортмунд)           | БЛ                              | 27        | 10        | 27     | 10     |
| 2002–03                         | «Боруссія» (Дортмунд)           | БЛ                              | 33        | 11        | 33     | 11     |
| 2003–04                         | «Боруссія» (Дортмунд)           | БЛ                              | 31        | 16        | 31     | 16     |
| 2004–05                         | «Боруссія» (Дортмунд)           | БЛ                              | 28        | 10        | 28     | 10     |
| Усього за «Боруссію» (Дортмунд) | Усього за «Боруссію» (Дортмунд) | Усього за «Боруссію» (Дортмунд) | 119       | 47        | 119    | 47     |
| 2005–06                         | «Реал Сарагоса»                 | ПД                              | 37        | 12        | 37     | 12     |
| 2006–07                         | «Реал Сарагоса»                 | ПД                              | 32        | 9         | 32     | 9      |
| Усього за «Реал Сарагосу»       | Усього за «Реал Сарагосу»       | Усього за «Реал Сарагосу»       | 65        | 21        | 65     | 21     |
| 2007–08                         | «Штутгарт»                      | БЛ                              | 11        | 1         | 11     | 1      |
| 2007–08                         | «Еспаньйол»                     | ПД                              | 8         | 1         | 8      | 1      |
| 2008–09                         | «Реал Сарагоса»                 | СД                              | 36        | 28        | 36     | 28     |
| 2009–10                         | «Реал Сарагоса»                 | ПД                              | 10        | 2         | 10     | 2      |
| Усього за «Реал Сарагосу»       | Усього за «Реал Сарагосу»       | Усього за «Реал Сарагосу»       | 46        | 30        | 46     | 30     |
| 2010                            | «Палмейрас»                     | A                               | 29        | 8         | 29     | 8      |
| 2010–11                         | «Терек»                         | ПЛ                              | 6         | 1         | 6      | 1      |
| 2011–12                         | «Аль-Аглі» (Доха)               | СЛ                              | 5         | 0         | 5      | 0      |
| 2012                            | «Америка Мінейру»               | A                               | 14        | 3         | 14     | 3      |
| 2014                            | «Атлетіку Сорокаба»             | ?                               | ?         | ?         | ?      | ?      |
| Усього за кар'єру               | Усього за кар'єру               | Усього за кар'єру               | 362       | 131       | 362    | 131    |

## Титули і досягнення
- Чемпіон Бразилії (2):

«Корінтіанс»: 1998, 1999
- Чемпіона штату Сан-Паулу (1):

«Корінтіанс»: 1999
- Перемога на клубному чемпіонаті світу (1):

«Корінтіанс»: 2000
- Чемпіон Німеччини (1):

«Боруссія» (Дортмунд): 2001–02
- Чемпіон Південної Америки (U-20): 2001
- Срібний призер Золотого кубка КОНКАКАФ: 2003